# Prioninae
Prioninae là một phân họ Xén tóc. Chúng có kích thước từ 25 mm đến 70 mm và thường có màu nâu hoặc đen. Con đực thuộc một vài chi có hàm dưới to được con người dùng để chơi trò đánh nhau với các con đực khác. Phân họ này thường sống về đêm và dễ bị hấp dẫn bởi ánh sáng.

## Phân chi
Prioninae gồm các chi sau:
- Acalodegma
- Acanthinodera
- Aegosoma
- Allaiocerus
- Allomallodon
- Anacolus
- Ancistrotus
- Andinotrichoderes
- Aplagiognathus
- Apotrophus
- Apterocaulus
- Archodontes
- Atrocolus
- Basitoxus
- Biribellus
- Braderochus
- Callipogon
- Callistoprionus
- Calloctenus
- Calocomus
- Chalcoprionus
- Chariea
- Charmallaspis
- Chiasmetes
- Chorenta
- Ctenoscelis
- Cubaecola
- Curitiba
- Cycloprionus
- Derancistrodes
- Derancistrus
- Derobrachus
- Elateropsis
- Episacus
- Esmeralda
- Flabellomorphus
- Galileoana
- Hephialtes
- Hileolaspis
- Hisarai
- Holonotus
- Hovorelus
- Hovorodon
- Hyleoza
- Ialyssus
- Insuetaspis
- Lasiogaster
- Macrodontia
- Mallaspis
- Mallodon
- Mallodonhoplus
- Mallodonopsis
- Mecosarthron
- Meroscelisus
- Microplophorus
- Monodesmus
- Myzomorphus
- Navosoma
- Neomallodon
- Nicias
- Noema
- Nothopleurus
- Oropyrodes
- Orthomegas
- Orthosoma
- Otheostethus
- Parastrongylaspis
- Physopleurus
- Piesacus
- Poecilopyrodes
- Poekilosoma
- Polyoza
- Praemallaspis
- Prionacalus
- Prionapterus
- Prionus
- Prosternodes
- Protorma
- Psalidognathus
- Pyrodes
- Quercivir
- Rhachicolus
- Rhodocharis
- Sarifer
- Scatopyrodes
- Seticeros
- Solenoptera
- Sphenostethus
- Spiloprionus
- Stenodontes
- Stictosomus
- Strongylaspis
- Titanus
- Tragosoma
- Trichocnemis
- Trichoderes
- Ucai
- Xanthonicias